# 長都駅

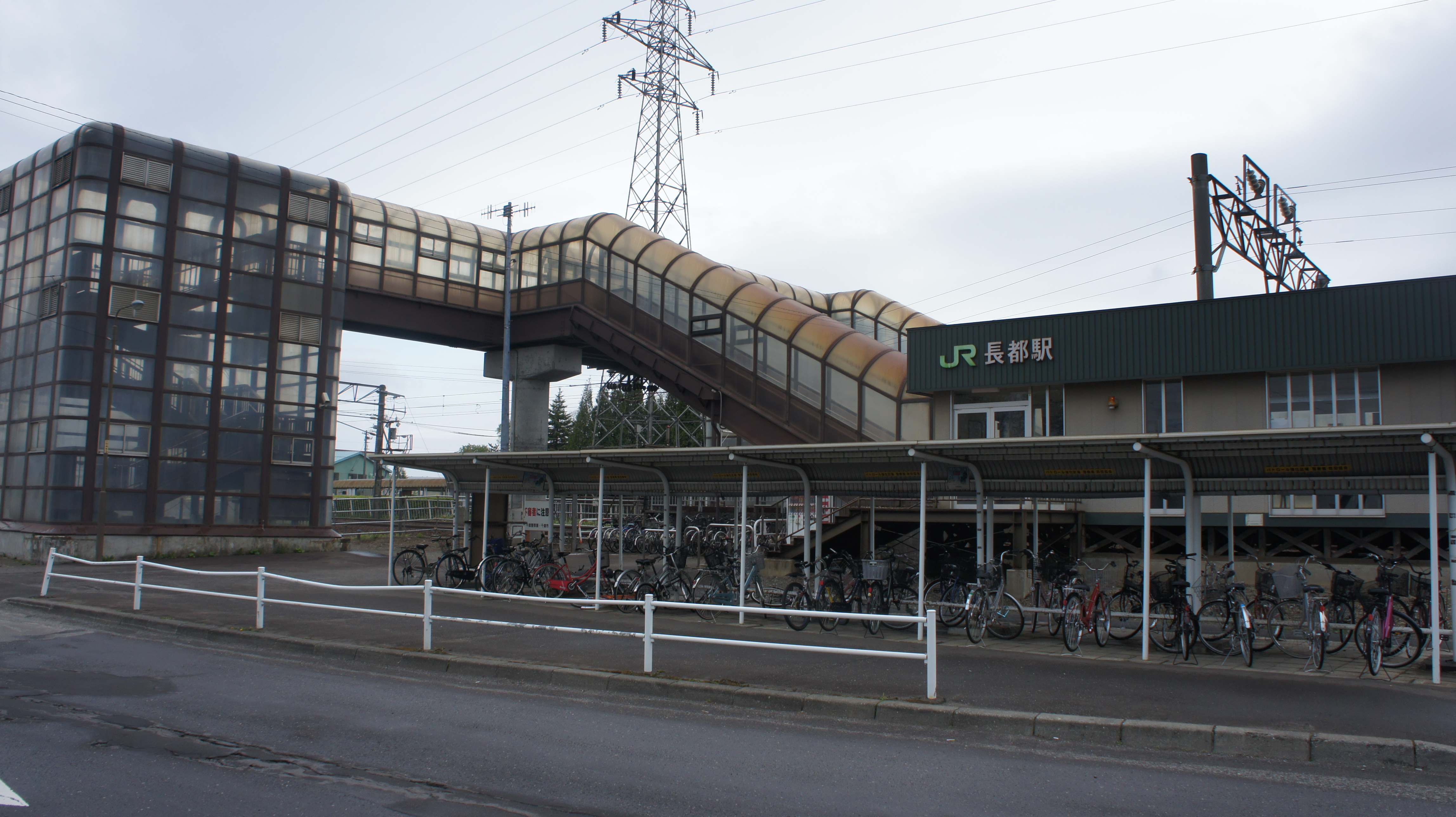
東口駅舎（2017年5月）

長都駅（おさつえき）は、北海道千歳市上長都にある、北海道旅客鉄道（JR北海道）千歳線の駅。駅番号はH12。電報略号はオツ。副駅名は「キリンビール北海道千歳工場前」。事務管理コードは▲131409。

## 歴史

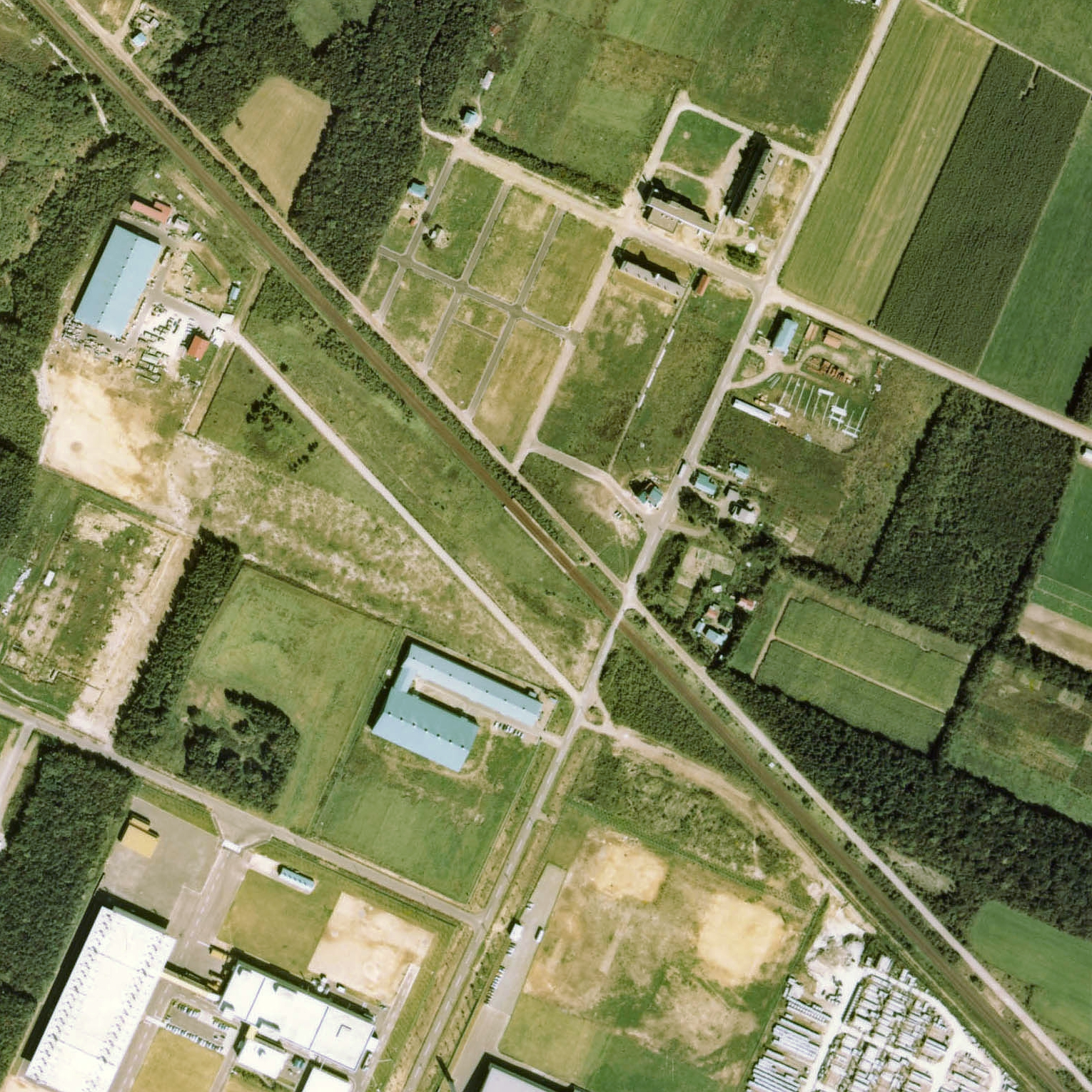
1976年の長都駅と周囲約750m範囲。左上が札幌方面。簡易型の長さ60m程度の短い相対式ホーム2面2線。この頃の周囲にはまだ工場があるだけで現在のような住宅地は整備されておらず、付近の道路から上りホーム南東端への通路とホーム連絡用構内踏切しかない。その後下りホームへも千歳側に見える踏切からの通路が作られた。通路脇に待合室が設置されている。

第二次世界大戦後、1946年（昭和21年）から翌年にかけ、千歳町（当時）長都地区では入植が行われ、その後の緊急入植などもあり、同地区の人口は激増した。
このため地元住民と町から国鉄に対し設置の請願が行われ、開業することになった。

### 年表
- 1953年（昭和28年）
  - 地元住民による「長都駅設置期成同盟」が千歳町を通じ、札幌鉄道管理局に長都駅（仮称）の設置を請願[4]。
- 1957年（昭和32年）
  - 12月3日：設置期成同盟と町関係者らが札幌鉄道管理局に出向き、設置工事における住民の労力奉仕と、工費（104万円）のうちの7割を千歳町が負担することを約束[4]。
- 1958年（昭和33年）
  - 3月1日：正式な開業に先行して仮乗降場として設置[4]。
  - 7月1日：日本国有鉄道千歳線の駅として開業[1][4]。旅客のみ取り扱い[1]の駅員無配置駅[5]。
    - この時点では、60 m 級1面1線のホームがあるのみ（待合室無し）の駅であった[4]。
    - また、停車列車も普通列車上下各13本中、札幌方面5本、千歳方面6本のみに限られていた[4]。

  - 7月3日：開業日に千歳町が市制施行しその記念式典を実施していため、開業式に替えて落成式を同日実施[4]。
- 1965年（昭和40年）9月27日：千歳駅 - 恵庭駅間複線供用開始により、下りホームが増設されて、相対式ホームとなる[4]。
- 1970年（昭和45年）頃：千歳・苫小牧方面ホーム（現：1番線）入口側（東口）に地元住民がブロック造2畳ほどのの待合室を設置[6]。
- 1977年（昭和52年）6月：北海道千歳北陽高等学校通学生の利便を図って、札幌方面ホーム（現：2番線）入口側（西口）にブロック造28平米のトイレ付待合室を設置[6]。
- 1987年（昭和62年）4月1日：国鉄分割民営化によりJR北海道に継承[7]。
- 1989年（平成元年）11月4日：西口側の駅構外に駅機能を持たない鉄骨造平屋112平米のトイレ付待合室「長都駅前広場待合室」が、地元企業の今村商店（現：北潤ボトリング、セイコーマートグループ企業[8]）から寄贈され竣工する[9]。
- 1991年（平成3年）：同年千歳市により長都駅前広場整備計画が策定される[9]。また、同年頃上りホーム待合室が撤去される[9]。
- 1992年（平成4年）
  - 6月：同年7月1日の新千歳空港駅開業に合わせホームが6両編成対応に延長される[9]。
  - 12月：同月までに駅前広場整備計画の一環で先行して西口広場の整備を完了[9]。
- 1993年（平成5年）
  - 8月27日：千歳市により跨線橋の建設に着手[9]。
- 1994年（平成6年）12月17日：跨線橋「おさつスカイロード」開通式を挙行[9]。
- 1996年（平成8年）10月：「おさつスカイロード」から各ホームへの乗換通路を同年12月にかけ設置[9]。
- 1999年（平成11年）
  - 7月16日：自動改札機を設置し、供用開始[10]。
  - 8月：JR北海道による簡易駅舎が西口・東口の「おさつスカイロード」からの乗換通路を取り込む形で完成[9]。
- 2008年（平成20年）10月25日：ICカード「Kitaca」使用開始[7]。
- 2018年（平成30年）10月：東口ロータリー整備工事に着手[9]。
  - 市民の反対により広場用地が残された道路（鉄北通）によって分断されていた状態を解消した。
- 2019年（令和元年）8月1日：副駅名称を麒麟麦酒が購入し、「キリンビール北海道千歳工場前」の副駅名称を制定[2]。
- 2021年（令和3年）
  - 3月：「札幌圏無人駅案内システム」（液晶画面で列車の発着情報などを案内）設置[11]。
  - 11月：ホームの端にCPライン（赤色の線で注意喚起を図る）を整備[11]。
- 2023年（令和5年）JR北海道により、狭小であった2番線（札幌方面）のホーム拡幅工事を開始（翌年完了）[12]。

### 駅名の由来
当駅の所在する地名より。アイヌ語の「オサッナイ」（川尻・乾く・川）に字を当てたものである。かつての長都川の姿を表しているとされる。

## 駅構造
2面2線の相対式ホームをもつ地上駅。待合施設としては、長らく2番線（札幌方面）ホームに面した西口構外に待合室「長都駅前広場待合室」があるのみで、これが事実上の駅舎となっていたが、1999年（平成11年）に西口・東口の双方に、自由通路「おさつスカイロード」に連なる形で簡易な駅舎が設けられている。
また、双方のホームは長らく千歳方の踏切でのみ連絡していたが、1994年（平成6年）に完成した東西自由通路を兼ねる跨線橋「おさつスカイロード」によっても結ばれている。
千歳駅管理の無人駅。簡易自動券売機・簡易自動改札機（Kitaca・磁気券ともに対応）設置。

### のりば
| 番線 | 路線    | 方向 | 行先             |
| ---- | ------- | ---- | ---------------- |
| 1    | ■千歳線 | 上り | 千歳・苫小牧方面 |
| 2    | ■千歳線 | 下り | 札幌・手稲方面   |

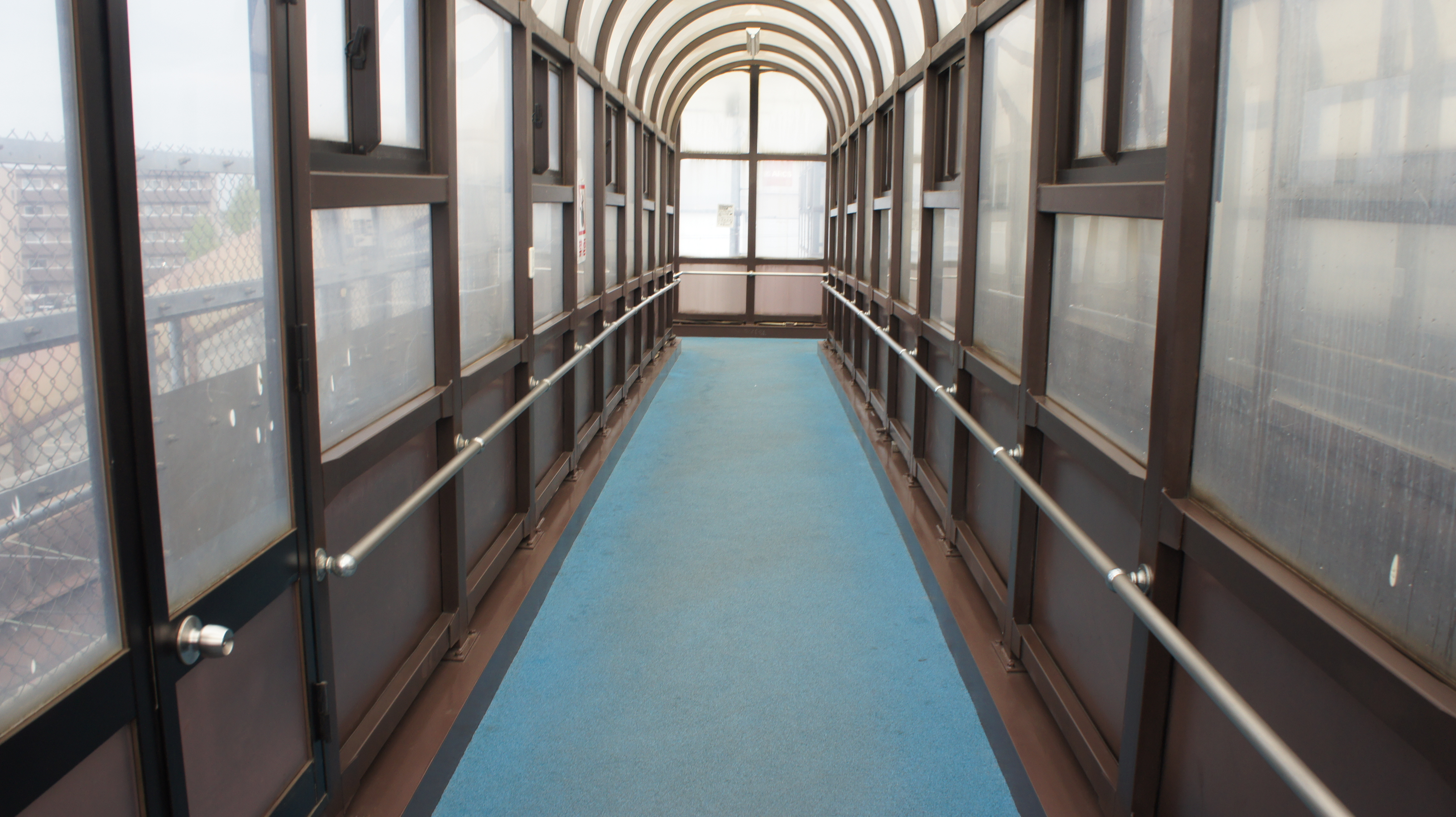
自由通路（2017年5月）
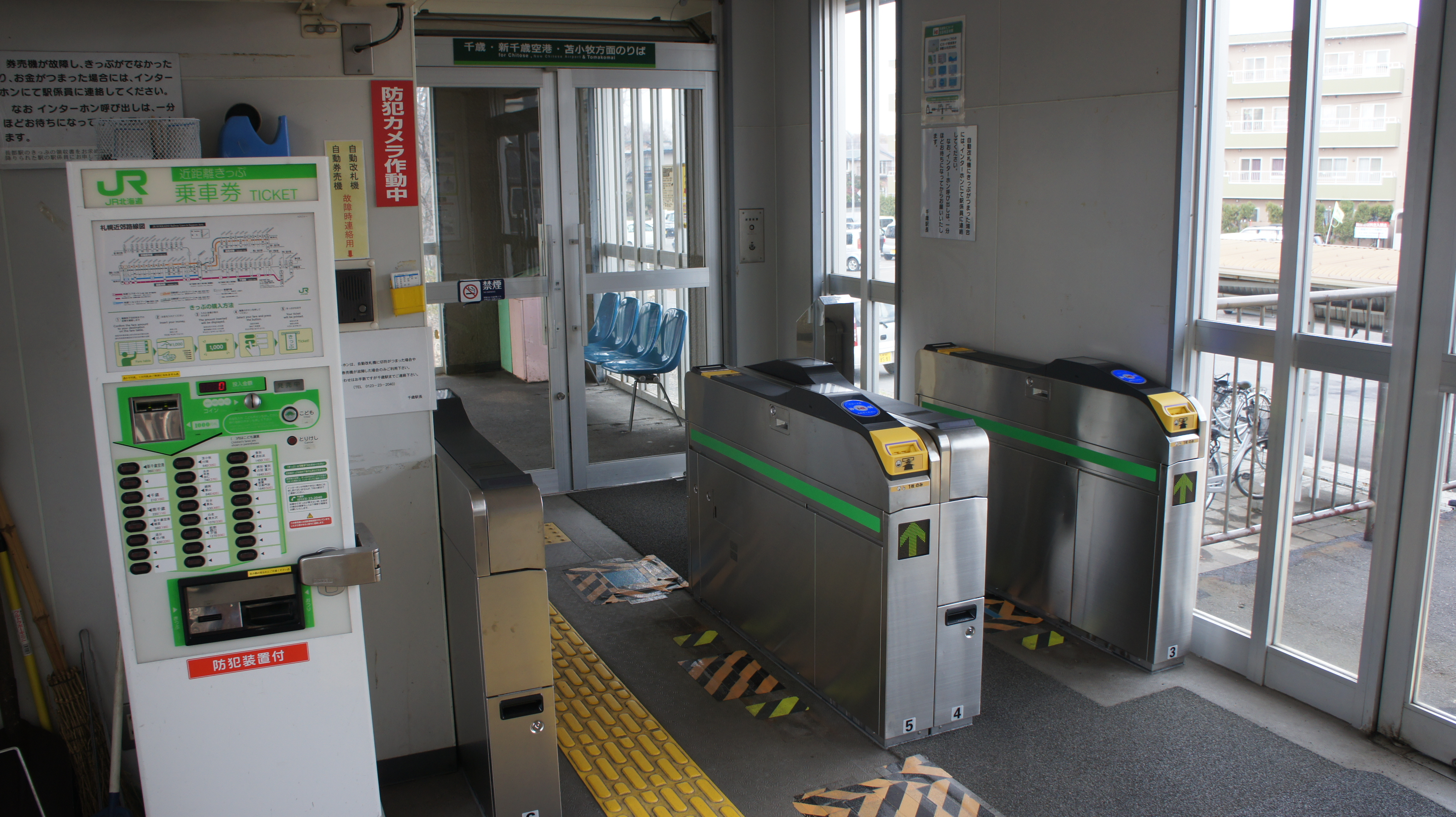
改札口（千歳・新千歳空港・苫小牧方面のりば） （2017年11月）
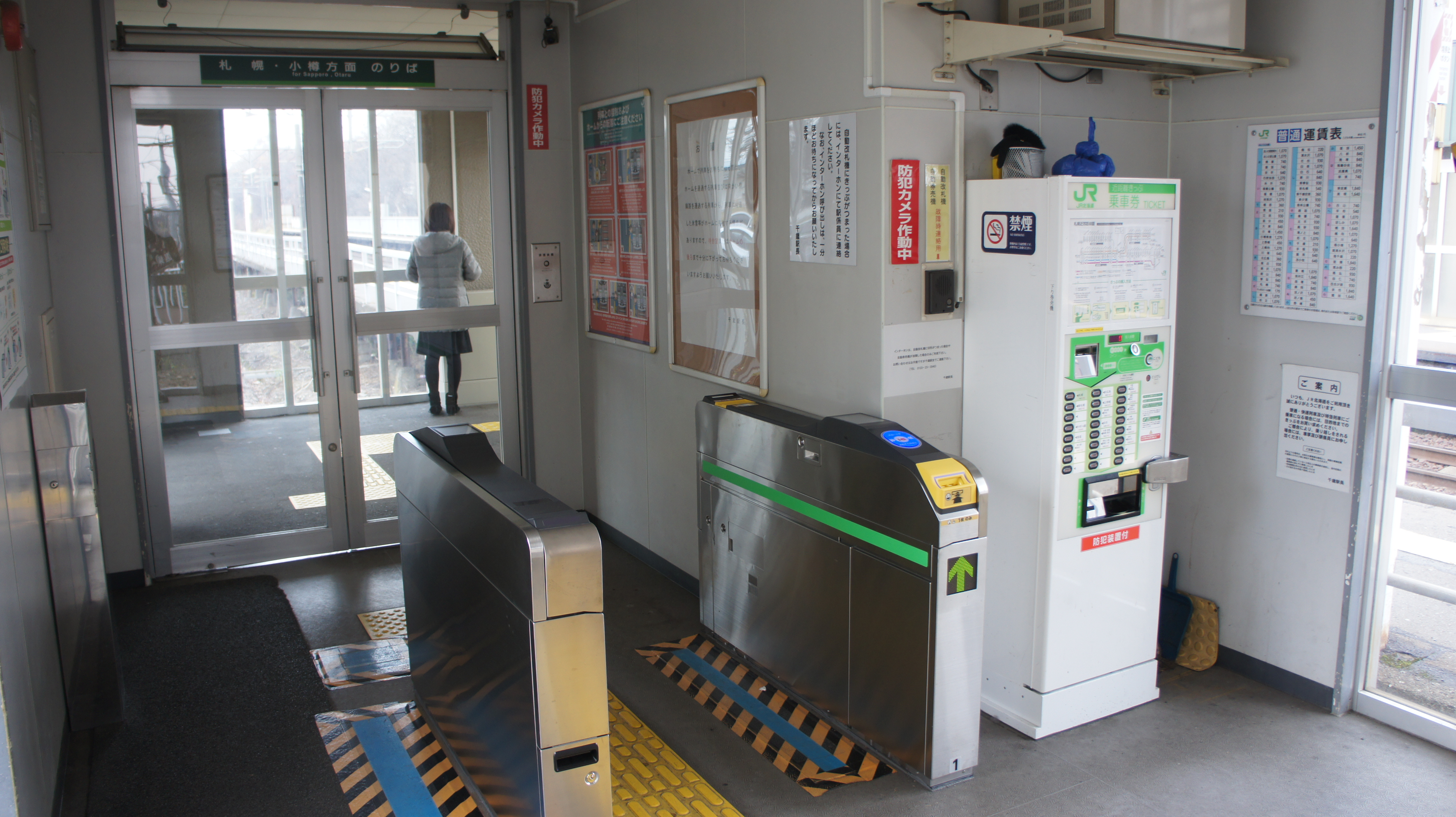
改札口（札幌・小樽方面のりば） （2017年11月）
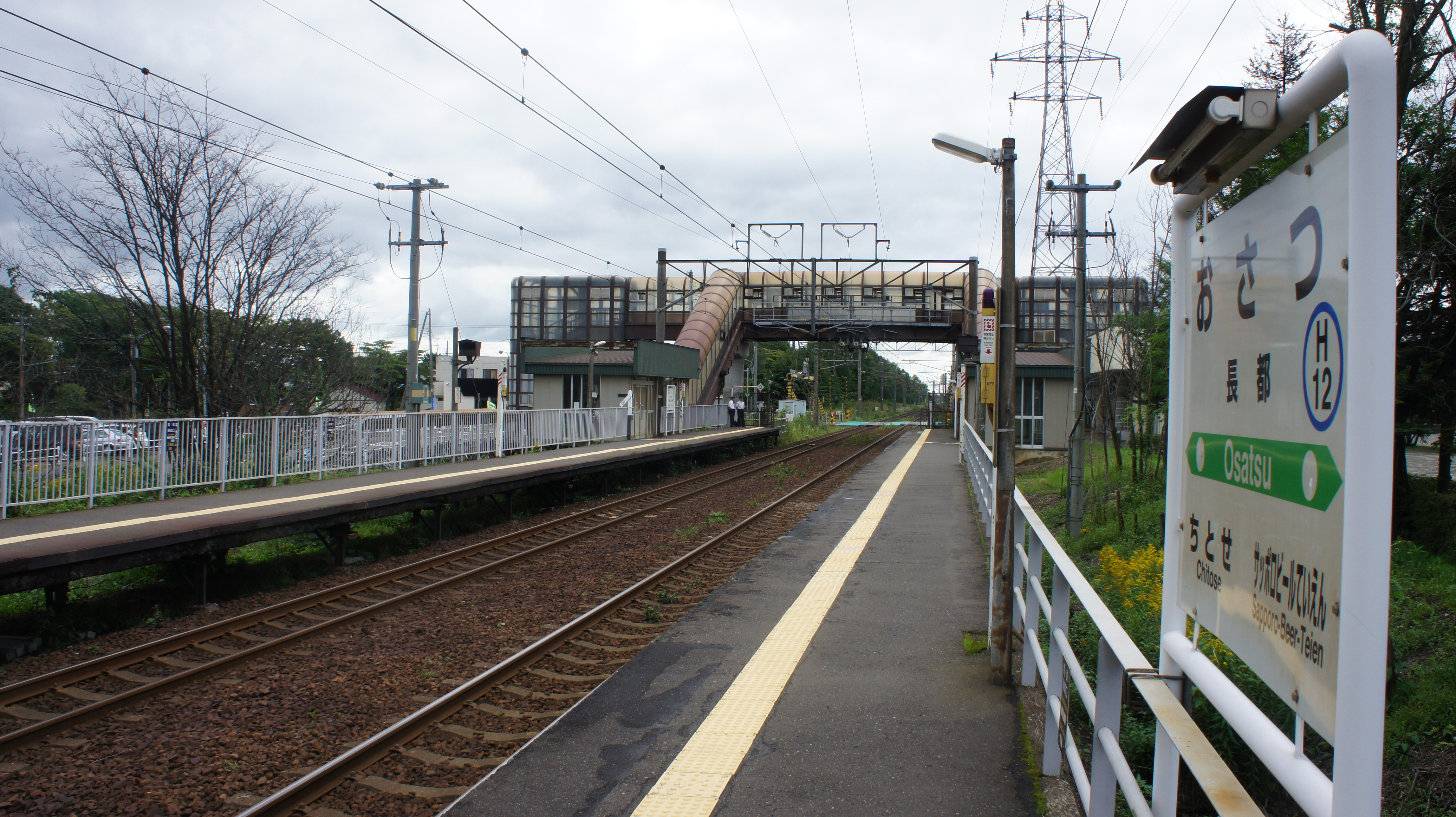
ホーム（2018年9月）

## 利用状況
千歳市によると、1998年の1日平均乗車人員は587人。2014年の1日平均乗車人員は1,148人、乗降人員は2,296人。
JR北海道内の駅別乗車人員(2014年)で無人駅としては3番目に利用者が多い駅となっている。
1日の平均乗降人員は以下の通りである。
| 乗降人員推移 | 乗降人員推移 |
| 年度         | 1日平均人数  |
| ------------ | ------------ |
| 2011         | 2,182        |
| 2012         | 2,192        |
| 2013         | 2,294        |
| 2014         | 2,296        |

## 駅周辺
西側は工場地帯、東側は住宅街になっている。
- 国道36号
- 千歳市立北陽小学校(2017年度、2018年度に児童数日本一となった学校)
- 千歳市立勇舞中学校
- 北海道千歳北陽高等学校
- 苫小牧信用金庫長都支店
- 千歳長都駅前郵便局
- ゆうまいプラザ千歳（ショッピングセンター）
- 麒麟麦酒千歳工場
- ちとせモール(ショッピングセンター)　2009年2月末までイトーヨーカドー千歳店だった。
- ツルハドラッグ千歳長都店
- 北海道中央バス（千歳営業所）、千歳相互観光バス、道南バス「長都駅東口」停留所[16]

## 隣の駅
北海道旅客鉄道（JR北海道）
■千歳線

千歳駅 (H13) - 長都駅 (H12) - *サッポロビール庭園駅 (H11) - 恵庭駅 (H10)
*:一部の普通列車は、サッポロビール庭園駅を通過する。